# Letnia Uniwersjada 1977
9. Letnia Uniwersjada – międzynarodowe zawody sportowców – studentów, które odbyły się w stolicy Bułgarii, Sofii, między 17 a 28 sierpnia 1977 roku. W imprezie wzięło udział 2939 uczestników z 78 krajów, którzy rywalizowali w 10 dyscyplinach. Głównym obiektem zawodów był Stadion Narodowy im. Wasyla Lewskiego.

## Dyscypliny

### Sporty obowiązkowe
| - Gimnastyka sportowa - Koszykówka - Lekkoatletyka | - Piłka wodna - Pływanie - Piłka siatkowa | - Szermierka - Tenis ziemny - Skoki do wody |
| Sporty wymienne                                    |                                           |                                             |
| - Zapasy                                           |                                           |                                             |

## Polskie medale
Reprezentanci Polski zdobyli w sumie 13 medali. Wynik ten dał polskiej drużynie 8. miejsce w klasyfikacji medalowej.

### Złoto
- Jacek Wszoła – lekkoatletyka, skok wzwyż – 2,22
- Władysław Kozakiewicz – lekkoatletyka, skok o tyczce – 5,55
- Grażyna Rabsztyn – lekkoatletyka, bieg na 100 m przez płotki – 12,86

### Srebro
- Jerzy Kowol – lekkoatletyka, bieg na 5000 m – 13:45,1
- Jan Pusty – lekkoatletyka, bieg na 110 m przez płotki – 13,53
- Tadeusz Ślusarski – lekkoatletyka, skok o tyczce – 5,50
- Grzegorz Cybulski – lekkoatletyka, skok w dal – 7,95
- Cezary Łapiński, Henryk Galant, Jerzy Pietrzyk, Ryszard Podlas – lekkoatletyka, sztafeta 4 x 400 m – 3:01,52
- Tomasz Engel, Lech Koziejowski, Leszek Martewicz, Adam Robak – szermierka – drużyna florecistów

### Brąz
- Ryszard Podlas – lekkoatletyka, bieg na 400 m – 45,36
- Bogusława Kaniecka, Helena Fliśnik, Ewa Witkowska, Ewa Długołęcka - lekkoatletyka, sztafeta 4 x 100 m kobiet – 44,79
- Anna Skolarczyk – pływanie, 100 m stylem klasycznym – 1:16,83
- Andrzej Supron – zapasy klasyczne, 68 kg

## Klasyfikacja medalowa
| Klasyfikacja medalowa | Klasyfikacja medalowa | Klasyfikacja medalowa | Klasyfikacja medalowa | Klasyfikacja medalowa | Klasyfikacja medalowa |
| --------------------- | --------------------- | --------------------- | --------------------- | --------------------- | --------------------- |
| Miejsce               | Kraj                  | Złoto                 | Srebro                | Brąz                  | Razem                 |
| 1                     | ZSRR                  | 24                    | 31                    | 24                    | 79                    |
| 2                     | Stany Zjednoczone     | 20                    | 11                    | 10                    | 41                    |
| 3                     | Bułgaria              | 17                    | 8                     | 11                    | 36                    |
| 4                     | Rumunia               | 7                     | 8                     | 11                    | 26                    |
| 5                     | Czechosłowacja        | 5                     | 4                     | 1                     | 10                    |
| 6                     | Kanada                | 4                     | 6                     | 5                     | 15                    |
| 7                     | Kuba                  | 4                     | 3                     | 4                     | 11                    |
| 8                     | Polska                | 3                     | 6                     | 4                     | 13                    |
| 9                     | RFN                   | 3                     | 3                     | 6                     | 12                    |
| 10                    | Japonia               | 3                     | 3                     | 0                     | 6                     |
| 11                    | Węgry                 | 2                     | 4                     | 4                     | 10                    |
| 12                    | Włochy                | 2                     | 3                     | 3                     | 8                     |
| 13                    | Francja               | 2                     | 1                     | 2                     | 5                     |
| 14                    | Jugosławia            | 1                     | 3                     | 1                     | 5                     |
| 15                    | Mongolia              | 1                     | 0                     | 2                     | 3                     |
| 16                    | Austria               | 1                     | 0                     | 0                     | 1                     |
| 16                    | Belgia                | 1                     | 0                     | 0                     | 1                     |
| 16                    | Brazylia              | 1                     | 0                     | 0                     | 1                     |
| 19                    | Wielka Brytania       | 0                     | 4                     | 1                     | 5                     |
| 20                    | NRD                   | 0                     | 3                     | 3                     | 6                     |
| 21                    | Korea Północna        | 0                     | 0                     | 2                     | 2                     |
| 22                    | Algieria              | 0                     | 0                     | 1                     | 1                     |
| 22                    | Iran                  | 0                     | 0                     | 1                     | 1                     |
| 22                    | Szwajcaria            | 0                     | 0                     | 1                     | 1                     |
| 22                    | Turcja                | 0                     | 0                     | 1                     | 1                     |
| Total                 | Total                 | 101                   | 101                   | 101                   | 303                   |